# Homalocantha
Homalocantha là một chi ốc biển, là động vật thân mềm chân bụng sống ở biển trong họ Muricidae.

## Các loài
Các loài trong chi Homalocantha gồm có:
- Homalocantha anatomica (Perry, 1811)[3]
- Homalocantha anomaliae Kosuge, 1979[4]
- Homalocantha digitata (Sowerby, 1841)[5]
- Homalocantha dondani D'Attilio & Kosuge, 1989[6]
- Homalocantha dovpeledi Houart, 1982[7]
- Homalocantha elatensis Heiman & Mienis, 2009[8]
- Homalocantha lamberti (Poirier, 1883)[9]
- Homalocantha melanamathos (Gmelin, 1791)[10]
- Homalocantha oxyacantha (Broderip, 1833)[11]
- Homalocantha pele (Pilsbry, 1918)[12]
- Homalocantha pisori D'Attilio & Kosuge, 1989[13]
- Homalocantha scorpio (Linnaeus, 1758)[14]
- Homalocantha secunda (Lamarck, 1822)[15]
- Homalocantha tortua (Broderip in Sowerby, 1834)[16]
- Homalocantha vicdani D'Attilio & Kosuge, 1989[17]
- Homalocantha zamboi (Burch & Burch, 1960)[18]

## Hình ảnh

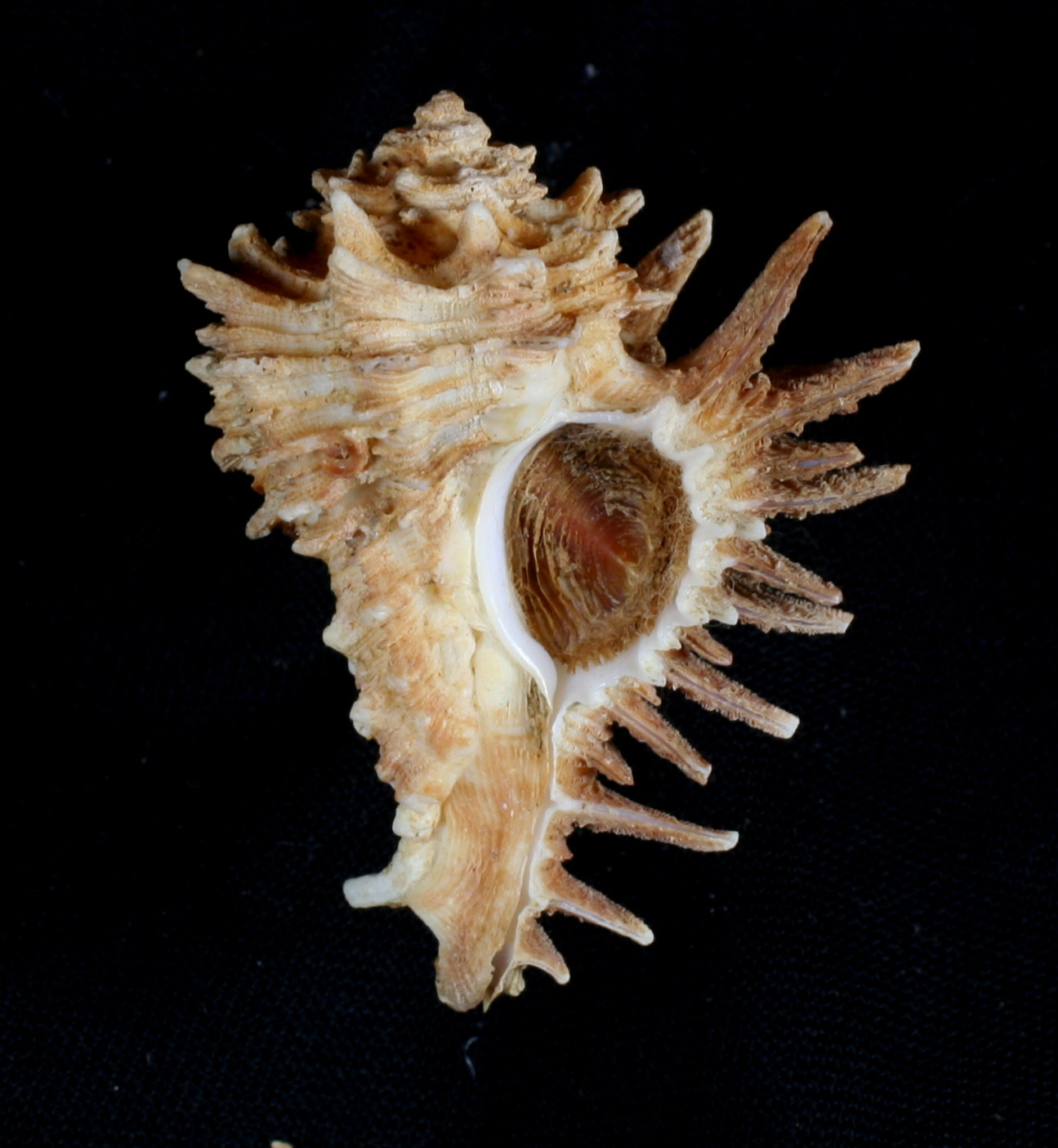